# Billie Jean
Pour les articles homonymes, voir Billie et Jean.
Ne doit pas être confondu avec Billie Jean King.
Singles de Michael Jackson
The Girl Is Mine
(1982) Beat It
(1983)
Pistes de Thriller
Beat It
(5) Human Nature
(7)
Billie Jean est une chanson de l'artiste américain Michael Jackson parue dans l'album Thriller en 1982, puis sortie en single le 2 janvier 1983. 
Dès sa sortie, Billie Jean est un succès commercial considérable, se classant dans les premières places de nombreux hit-parades à travers le monde. Le titre reste ainsi sept semaines d'affilée en tête du Billboard Hot 100 et neuf semaines en tête du Hot R&B/Hip-Hop Songs aux États-Unis. Il s'agit d'un des singles les plus vendus au monde, avec plus de 10 millions d'exemplaires écoulés, et du single le plus vendu de Michael Jackson. Son succès contribue à faire de Thriller, encore aujourd'hui, l'album le plus vendu au monde. 
Billie Jean est également connue pour son vidéoclip, réalisé par Steve Barron, qui permit l'ouverture de MTV aux artistes afro-américains, ainsi que pour sa première interprétation, en playback accompagnée d'une chorégraphie, lors de l'émission Motown 25: Yesterday, Today, Forever. Vêtu de ce qui deviendra la signature visuelle de Billie Jean en concert (fédora noir, gant blanc et veste noire à paillettes), Michael Jackson y réalise pour la première fois en public le mouvement de danse du moonwalk — appris grâce au chorégraphe Jeffrey Daniel — qui deviendra emblématique de la chanson et de l'artiste.  Cette prestation eut un retentissement considérable sur les ventes du single et de l'album Thriller. 
La chanson est sacrée 58e meilleure chanson de tous les temps par le magazine Rolling Stone en 2004. Elle est l'une des chansons emblématiques de Michael Jackson et figure par conséquent au programme de toutes ses tournées et sur de nombreuses compilations. En juillet 2009, soit peu de temps après la mort du chanteur, le titre ressort en version numérique.

## Composition
C'est une chanson que Michael Jackson a commencé à écrire un an avant le début de la session d'enregistrement, et il a tout de suite pensé qu'elle serait un succès : « Un musicien connaît les tubes. Tout doit être en place. Cela vous comble et cela vous fait sentir bien. C'est ce que j'ai ressenti à propos de Billie Jean. Je savais que ça allait être quelque chose d'important quand je l'écrivais. »
Dans les paroles, Michael parle d'une femme qui prétend qu'il est le père de son enfant alors que lui dément : « The kid is not my son » (« L'enfant n'est pas mon fils »). Il n'y a jamais eu de vraie Billie Jean mais Jackson a déclaré que le thème de la chanson avait été inspiré par les dires de groupies à propos de ses frères aînés durant l'époque des Jackson 5. Par ailleurs, Michael Jackson a évoqué le fait qu'il n'était qu'un « récepteur » et que cette chanson lui avait été transmise par quelque chose de supérieur, de transcendant.
Lorsque Quincy Jones et Michael Jackson ont écouté la première version de l'album, ils n'étaient pas satisfaits, ils conservaient l'idée qu'il y manquait quelque chose. Dès lors, Michael va travailler pendant plusieurs jours avec le bassiste Louis Johnson sur cette chanson (qui l'obsédera jusqu'à frôler l'accident de voiture) afin de trouver ce qui sera la signature de Billie Jean : la ligne de basse. Michael Jackson décide ainsi de faire une introduction de vingt-huit secondes mais cela déplaît à Quincy Jones qui raconte : « Je disais à Michael qu'il fallait couper cette intro, car elle n'était pas particulièrement travaillée, et Michael me répondit que c'était ça qui lui donnait envie de danser. Et quand Michael Jackson vous dit : "C'est ce qui me donne envie de danser", eh bien, le reste d'entre nous doit juste se taire. »
Outre la ligne de basse, la batterie joue également un rôle prépondérant dans Billie Jean. Lors de l'enregistrement en studio, Quincy Jones eut l'idée de surélever la batterie sur une plateforme de contreplaqué pour l'isoler des vibrations, de glisser un morceau de bois plat entre la caisse claire et le charleston, ainsi que de couvrir la grosse caisse avec une couverture à fermeture éclair pour y glisser un micro. Cela donne à Billie Jean une signature sonore unique avec un son de batterie immédiatement reconnaissable. Quincy Jones dira en effet à ce sujet : « Il n'y a pas beaucoup de morceaux de musique où vous pouvez entendre les trois ou quatre premières notes de la batterie, et dire immédiatement quel est ce morceau de musique. Mais je pense que c'est le cas avec Billie Jean - ce que j'attribue à la personnalité sonore. »
Greg Phillinganes, qui est au clavier, a déclaré à propos de la chanson : « Billie Jean est chaud à tous les niveaux. C'est chaud rythmiquement. C'est chaud sur le plan sonore, parce que l'instrumentation est si minimale, vous pouvez vraiment tout entendre. C'est chaud sur le plan de la mélodie... des paroles [et] de la voix. Cela vous affecte physiquement, émotionnellement, même spirituellement. »
À l'origine, la chanson devait avoir pour titre Not my lover car Quincy Jones avait peur que les gens l'associent à la joueuse de tennis Billie Jean King. Ce titre n'a finalement pas été retenu. Par ailleurs, ce sont au total 91 mixes qui ont été réalisés par l'ingénieur du son Bruce Swedien (qui ne mixait généralement une chanson qu'une seule fois) lors des sessions d'enregistrement, et c'est Quincy Jones qui choisira le mix n°2 comme version finale.
Selon Quincy Jones, Michael Jackson a pris des notes de la chanson de Jon and Vangelis State of Independence. Jones avait d'ailleurs produit une reprise pour Donna Summer et Jackson avait participé aux chœurs. Jon Anderson, membre de Yes, ajoute : « Ils ont pris le riff et l'ont rendu funky pour Billie Jean... Donc c'est plutôt cool, cette pollinisation croisée dans la musique ». Quant au groove du titre, il aurait été inspiré pour Daryl Hall, du groupe Hall & Oates, de leur morceau I Can't Go for That (No Can Do) de 1981. Michael Jackson lui a fait cette confidence, ce à quoi il lui répondit : « Oh Michael, qu'est-ce que ça peut faire ? Tu l'as fait très différemment. »

## Ventes
Outre les ventes importantes du single (de l'ordre de 7 millions d'exemplaires), Billie Jean est incluse sur l'album Thriller (le plus vendu au monde avec environ 66 millions d'exemplaires vendus). La popularité du titre va contribuer au succès phénoménal de l'album. Chanson emblématique de l'artiste, elle figure également sur le 1er CD du double-album HIStory (20 millions d'exemplaires écoulés), les compilations Greatest Hits: HIStory Volume I (9,5 millions), Number Ones (9 millions), The Essential Michael Jackson (6 millions), King of Pop, ou encore le coffret The Ultimate Collection.

## Clip

### Contexte: MTV, une chaîne musicale restrictive
Lorsqu'en 1981, la chaîne musicale américaine MTV démarre son activité commerciale, elle se distingue par la diffusion de vidéoclips, vingt-quatre heures sur vingt-quatre. Spécialisée dans le rock 'n' roll, MTV adopte une définition restrictive de ce genre musical, excluant de fait les artistes noirs. Durant les dix-huit premiers mois, la programmation musicale de MTV comprend à peine 3 % d'œuvres interprétées par des musiciens noirs, le département marketing de l'entreprise ayant estimé que sa cible commerciale, les jeunes urbains blancs, n'aime pas la musique afro-américaine et qu'elle est susceptible d'être rebutée par le visionnage de Noirs à l'écran,. La conception du clip, établie par MTV, s'impose alors à toute l'industrie musicale : une chanson filmée, de la new wave, du rock, du heavy metal ou de la pop destinée à un public blanc. Selon MTV, un genre musical ne serait pas le produit d'un développement artistique original mais correspondrait à une division raciale de la société ; la musique noire étant strictement une musique jouée par des Noirs pour des Noirs et la blanche par des Blancs pour des Blancs,. 
Accusée de racisme — elle est surnommée « KKKTV » (Ku Klux Klan TV) dans les quartiers noirs —, la chaîne est même menacée de poursuite judiciaire par quelques artistes noirs, comme l'artiste de funk et de soul Rick James, dont MTV refuse de diffuser les clips. D'abord confinée dans des débats internes à l'industrie du disque, la critique de la politique de programmation musicale de MTV se répand rapidement dans les médias puis dans le public. Invité de la chaîne musicale, la rockstar David Bowie amplifie la portée de la controverse en affirmant que MTV a un devoir moral d'ouvrir son antenne aux artistes noirs,. Mais la Warner Communications, propriétaire de MTV, reste insensible aux critiques et à la publicité négative qu'elles engendrent. Elle martèle que sa chaîne musicale est spécialisée dans le rock 'n' roll et propose des vidéos correspondant aux attentes de son audience. Elle soutient, de plus, qu'il ne s'agit pas de discrimination raciale, puisque des groupes, tels que les britanniques de Musical Youth, un groupe de reggae composé de musiciens noirs, sont diffusés sur MTV,.

### L'arrivée deBillie Jean
En février 1983, l'album Thriller, publié par Michael Jackson atteint la place de no 1 du classement de l'influent magazine Billboard. Le mois suivant, le titre Billie Jean se hisse au sommet du Billboard Hot 100. Afin d'exploiter l'aspect crossover de l'œuvre de Jackson, la maison de disque Columbia Records (CBS) double le succès commercial d'un vidéoclip et présente sa production culturelle à MTV, en vue de sa diffusion auprès d'un plus large public. MTV rejette le clip de Jackson, malgré les demandes insistantes de Columbia Records,. Excédé, le président de la maison de disque, Walter Yetnikoff, menace de retirer de la programmation de MTV tous ses artistes, parmi lesquels Pink Floyd, Journey et Billy Joel. Le 2 mars 1983, MTV cède et passe le clip du futur « roi de la pop »,,. Celui de Beat It, inspiré du drame lyrique West Side Story et mis en scène par un publicitaire et un chorégraphe de Broadway, est au programme de MTV le mois suivant. Initialement, les dirigeants de MTV et CBS sont convaincus que Billie Jean séduira essentiellement le public noir, contrairement à Beat It qui s'adresserait davantage à une audience blanche. Or, l'énorme succès de ces deux titres, aussi bien chez une audience blanche que noire, déjoue leurs prévisions,.

### L'ouverture de MTV aux artistes afro-américains
Grâce aux succès de Billie Jean puis de Beat It, MTV change peu à peu sa politique commerciale, ce qui permet à Michael Jackson, ainsi que progressivement à d'autres artistes noirs, d'obtenir une véritable reconnaissance populaire en touchant une large audience. À cette époque, le succès populaire de Michael Jackson est sans précédent pour un artiste noir. Succès qui sera encore renforcé par le clip de Thriller quelques mois plus tard (première diffusion le 2 décembre 1983), celui-ci contribuant pour la première fois dans l'histoire de l'industrie musicale à lancer un album à l'échelle planétaire.
Ces vidéoclips extraits de l'album Thriller auront ainsi ouvert la voie à d'autres artistes afro-américains, tels que Prince et Tina Turner,,. Ils auront également permis de franchir un pas dans la suppression des obstacles entre les communautés noire et blanche aux États-Unis,. De son côté, MTV profite également de ces succès en devenant la chaîne de télévision de référence pour la musique pop et R&B,,.

## En tournée
Billie Jean, connue comme une des chansons majeures de Jackson, a été interprétée pour la première fois en tournée lors du Victory Tour (1984), puis lors de toutes les tournées solo de l'artiste (Bad World Tour en 1987, Dangerous World Tour en 1992, et HIStory World Tour en 1996). De plus la chanson figurait dans les deux concerts donnés à New York les 7 et 10 septembre 2001, et devait être au programme de la tournée This Is It en 2009.
Pour interpréter Billie Jean, Michael Jackson a quasiment toujours conservé la même mise en scène inaugurée lors de l'émission Motown 25 de 1983 ; revêtant fédora noir, gant blanc à paillettes, veste noire à paillettes, exécutant le moonwalk, puis des mouvements de breakdance et des pas de danse glissés accompagnés uniquement par le rythme de la batterie, et jetant son chapeau à la foule à la fin. Cela contribua à donner pour les fans un caractère mythique à la chanson et à en faire le point d'orgue des concerts. Pendant le HIStory World Tour et les deux concerts donnés à New York les 7 et 10 septembre 2001, Michael Jackson arrivait sur scène avec une malle renfermant ses légendaires accessoires (fédora, veste et gant à paillettes) qu'il enfilait devant la foule avant de démarrer sa prestation dans un halo de lumière qu'il allumait d'un claquement de doigts.

## Crédits
- Michael Jackson – chant, synthétiseur Yamaha CS-80, arrangement du chant, du rythme et des synthétiseurs
- Ndugu Chancler – batterie
- Louis Johnson – basse
- David Williams – guitare
- Greg Phillinganes – piano électrique Fender Rhodes, synthétiseur
- Greg Smith – synthétiseur
- Bill Wolfer – synthétiseur, programmation du synthétiseur
- Michael Boddicker – emulator
- Tom Scott – lyricon
- Jerry Hey – arrangement des cordes
- Jeremy Lubbock – direction des cordes
- Bruce Swedien – mixage

### SingleBillie Jean
Audio (CD)
1. Billie Jean – 4:55

Vidéoclip (DVD)
1. Billie Jean (Official Video) – 4:56

## Classements et certifications
| Année | Chart                                     | Meilleure position |
| ----- | ----------------------------------------- | ------------------ |
| 1983  | Afrique du Sud (Springbok Radio)          | 2                  |
| 1983  | Allemagne (Media Control AG)              | 2                  |
| 1983  | Australie (Kent Music Report)             | 1                  |
| 1983  | Autriche (Ö3 Austria Top 40)              | 2                  |
| 1983  | Belgique (Flandre Ultratop 50 Singles)    | 1                  |
| 1983  | Belgique (Flandre VRT Top 30)             | 1                  |
| 1983  | Canada (50 Singles)                       | 1                  |
| 1983  | Canada (CHUM)                             | 1                  |
| 1983  | Espagne (AFYVE)                           | 1                  |
| 1983  | États-Unis (Adult Contemporary)           | 9                  |
| 1983  | États-Unis (Billboard Hot 100)            | 1                  |
| 1983  | États-Unis (Cash Box)                     | 1                  |
| 1983  | États-Unis (Hot Black Singles)            | 1                  |
| 1983  | États-Unis (Hot Dance Club Play)          | 1                  |
| 1983  | Europe (Eurochart Hot 100)                | 1                  |
| 1983  | Finlande (Suomen virallinen lista)        | 3                  |
| 1983  | France (SNEP)                             | 1                  |
| 1983  | Irlande (IRMA)                            | 1                  |
| 1983  | Italie (FIMI)                             | 1                  |
| 1983  | Norvège (VG-lista)                        | 6                  |
| 1983  | Nouvelle-Zélande (RMNZ)                   | 2                  |
| 1983  | Pays-Bas (Nederlandse Top 40)             | 2                  |
| 1983  | Pays-Bas (Single Top 100)                 | 4                  |
| 1983  | Pologne (Classements Singles)             | 3                  |
| 1983  | Royaume-Uni (UK Singles Chart)            | 1                  |
| 1983  | Suède (Sverigetopplistan)                 | 2                  |
| 1983  | Suisse (Schweizer Hitparade)              | 1                  |
| 1983  | Zimbabwe                                  | 3                  |
| 2006  | Espagne (PROMUSICAE)                      | 1                  |
| 2006  | France (SNEP)                             | 45                 |
| 2006  | Irlande (IRMA)                            | 11                 |
| 2006  | Italie (FIMI)                             | 7                  |
| 2006  | Pays-Bas (Single Top 100)                 | 22                 |
| 2006  | Royaume-Uni (UK Singles Chart)            | 11                 |
| 2008  | Norvège (VG-lista)                        | 17                 |
| 2008  | Suisse (Schweizer Hitparade)              | 95                 |
| 2009  | Australie (ARIA)                          | 7                  |
| 2009  | Autriche (Ö3 Austria Top 40)              | 13                 |
| 2009  | Belgique (Flandre Back Catalogue Singles) | 1                  |
| 2009  | Canada (Hot Canadian Digital Singles)     | 6                  |
| 2009  | Danemark (Tracklisten)                    | 8                  |
| 2009  | Espagne (PROMUSICAE)                      | 4                  |
| 2009  | États-Unis (Hot Digital Songs)            | 4                  |
| 2009  | Finlande (Suomen virallinen lista)        | 11                 |
| 2009  | France (Téléchargements)                  | 1                  |
| 2009  | Italie (FIMI)                             | 3                  |
| 2009  | Norvège (VG-lista)                        | 5                  |
| 2009  | Nouvelle-Zélande (RMNZ)                   | 15                 |
| 2009  | Pays-Bas (Nederlandse Top 40)             | 3                  |
| 2009  | Pays-Bas (Single Top 100)                 | 3                  |
| 2009  | Royaume-Uni (UK Singles Chart)            | 10                 |
| 2009  | Suède (Sverigetopplistan)                 | 3                  |
| 2009  | Suisse (Schweizer Hitparade)              | 2                  |
| 2009  | Turquie (Turkey Top 20 Chart)             | 9                  |
| 2010  | Espagne (PROMUSICAE)                      | 41                 |
| 2010  | Suède (Sverigetopplistan)                 | 52                 |
| 2010  | Suisse (Schweizer Hitparade)              | 58                 |
| 2012  | France (SNEP)                             | 132                |
| 2013  | France (SNEP)                             | 166                |

| Année | Chart                            | Position |
| ----- | -------------------------------- | -------- |
| 1983  | Afrique du Sud (Springbok Radio) | 15       |
| 1983  | Australie (Kent Music Report)    | 4        |
| 1983  | Autriche (Ö3 Austria Top 40)     | 9        |
| 1983  | Belgique (Flandre Ultratop 50)   | 4        |
| 1983  | Canada (Top Singles)             | 9        |
| 1983  | États-Unis (Billboard Hot 100)   | 2        |
| 1983  | États-Unis (Cash Box)            | 3        |
| 1983  | États-Unis (Hot Black Singles)   | 2        |
| 1983  | Italie (FIMI)                    | 8        |
| 1983  | Pays-Bas (Nederlandse Top 40)    | 12       |
| 1983  | Pays-Bas (Single Top 100)        | 13       |
| 1983  | Suisse (Schweizer Hitparade)     | 7        |
| 2009  | Italie (FIMI)                    | 52       |
| 2009  | Pays-Bas (Nederlandse Top 40)    | 85       |
| 2009  | Pays-Bas (Single Top 100)        | 56       |
| 2009  | Suisse (Schweizer Hitparade)     | 62       |

| Pays                           | Certification | Ventes    |
| ------------------------------ | ------------- | --------- |
| Australie (ARIA)               | Platine       | 70 000    |
| Canada (CRIA)                  | 2 × Platine   | 20 000    |
| États-Unis (RIAA) (Digital)    | 2 × Platine   | 2 000 000 |
| États-Unis (RIAA) (Mastertone) | Or            | 500 000   |
| États-Unis (RIAA) (Physique)   | Platine       | 1 000 000 |
| France (SNEP)                  | Platine       | 1 086 000 |
| Italie (FIMI)                  | Or            | 15 000    |
| Nouvelle-Zélande (RMNZ)        | Or            | 7 500     |
| Royaume-Uni (BPI)              | Or            | 400 000   |

## Billie Jean 2008 Kanye West mix
Sur l'album Thriller 25, sorti en février 2008, réédition de l'album original à l'occasion de son 25e anniversaire, Kanye West réalise avec Michael Jackson un remix du titre intitulé Billie Jean 2008 Kanye West mix. 
Comme pour le remix de Beat It avec Fergie, cette nouvelle version a été généralement mal perçue par la presse : « sans vie » selon Bill Lamb de About.com ou encore « ennuyeux » pour Mike Joseph de PopMatters. Celui-ci critique ouvertement la prestation de Kanye West : « On vous a donné la possibilité de remixer le single le plus emblématique de l'un des albums les plus emblématiques de tous les temps, et tout ce que vous savez faire c'est coller une boîte à rythmes par-dessus l'arrangement original de la chanson ? ». Kanye s'expliqua en disant qu'il ne souhaitait tout simplement pas dénaturer la chanson originelle. 
Par ailleurs, Rob Sheffield de Rolling Stone critique l'absence de la ligne de basse emblématique de la version originale, comparant la chanson à « Bobby Orr sur la glace sans sa crosse de hockey ».
Pistes de Thriller 25
Beat It 2008
(14) For All Time
(16)

## PublicitéPepsi New Generation
En 1984, une publicité à la télévision pour Pepsi, réalisée par Bob Giraldi, a donné lieu à une version modifiée de la chanson,. Cette publicité intitulée « Pepsi New Generation » met en vedette Michael Jackson et ses frères ainsi que le jeune futur acteur Alfonso Ribeiro.

## Reprises
Parmi les reprises ou samples, on peut citer :
- Superstar de la chanteuse canadienne Lydia Murdock (en), une chanson-réponse sortie en 1983 juste après l'originale. Superstar reprend la ligne mélodique de la chanson d'origine et raconte l'histoire du point de vue de la groupie Billie Jean[110],[111].
- le groupe d'italo disco Clubhouse a sorti le titre Do It Again en 1983[112],[113], un morceau basé sur des échantillons de Do It Again de Steely Dan et sur la ligne mélodique de Billie Jean. Le titre se classa no 1 au Billboard Hot Dance Club Play et sera repris en 1991 par Slingshot, un groupe de Détroit.
- la reprise de T Ski Valley nommée Billie Jean (Valley Style Rap) en 1983 ;
- Elle danse Marie (1984) de François Valéry reprend la ligne mélodique de Billie Jean[114] ;
- la version punk rock du groupe allemand The Bates en 1995 ;
- la version lo-fi, mixée avec Beat It, du chanteur français Mathieu Boogaerts sur son album J'en ai marre d'être deux (1998) ;
- celle du chanteur et musicien anglais Ian Brown en 2000 ;
- la version house du groupe français King of House[115] en 2002 et no 1 des clubs en France, et celle de The Sound Bluntz (deux DJs de Toronto) sortie en 2003 ;
- la version reggae par le chanteur jamaïcain Shinehead[Quand ?] ;
- Billie Jean fut repris par l'orchestre symphonique de Londres et le Munich Symphonic Sound Orchestra[Quand ?] ;
- celle horrorcore du rappeur américain Necro and Mr. Hyde sur la mixtape Street Villains Vol. 2 intitulée Billie Jean 2005 ;
- celle orientale du groupe turc Dolapdere Big Gang sur leur second album Local Strangers en 2006 ;
- celle de Chris Cornell sur l'album Carry On en 2007 ;
- celle des Castafiores, groupe carcassonnais spécialiste des reprises qui a réalisé un sample (avec un accompagnement à l'accordéon) sous le titre Jean Billie[116], où le refrain est traduit littéralement (« Jean Billie n'est pas mon amour c'est juste une fille qui dit que je suis le seul, mais le gosse n'est pas de moi ») sur l'album Mange Disque (2007) ;
- la version dance signée Starzoom (projet du DJ hollandais Dieter Kranenburg) sortie en 2007 sous le titre Billie Jean (People Always Told Me) sur le label Gusto[117].
- la version jazz du new-yorkais Heath Brandon (no 1 des ventes jazz sur iTunes Store en août 2007), version reprise par Tigane dans la Nouvelle Star ;
- une autre version jazz de Jamie Lancaster et Karen Souza sur la compilation Jazz and '80s Vol 2 sortie en 2007 ;
- la version du chanteur français GIL aka A guy in light ;
- la version manouche par The Lost Fingers, album Lost in the 80s, 2008 ;
- la version jazz du chanteur français Benjamin Siksou jouée sur scène lors de sa tournée 2009[118] ;
- la version bossa nova du brésilien Caetano Veloso (medley avec le samba Nega Maluca'  de Fernando Lobo / Evaldo Ruy, qui raconte la même histoire que Billie Jean, et la musique de la chanson Eleanor Rigby des Beatles) ;
- la version rock et nujazz du quartet de Rodolphe Burger (ex-Kat Onoma) et du trompettiste Erik Truffaz jouée le 6 mars 2012 à Guatemala lors du 12e Festival de Jazz de la ville dans le cadre d'une tournée à l'invitation des Alliances Françaises d'Amérique Centrale[119] ;
- la version de Claudia Pereira[120] et Christian Tramoni, sur l'album Natural (Jim A. musiques, 2009)[121] ;
- la version salsa sur l'album Unity: The Latin Tribute to Michael Jackson produit par Tony Succar (2015), chanté par Jean Rodríguez.
- une version du titre dans l'épisode She Swill Survive (épisode 15 de la saison 10) de la série animée American Dad!.
- la version jazzy en 2021 de la jeune chanteuse norvégienne Angelina Jordan.

## Divers
- Il est fait mention de Billie Jean dans Wanna Be Startin' Somethin', une autre chanson de l'album Thriller : « Billie Jean is always talkin' / When nobody else is talkin' / Tellin' lies and rubbin' shoulders / So they called her mouth a motor [...] [122]»
- Billie Jean passe le cap du milliard de vues sur la plateforme Youtube en juin 2021[123].